# Hotel Savoy Homann

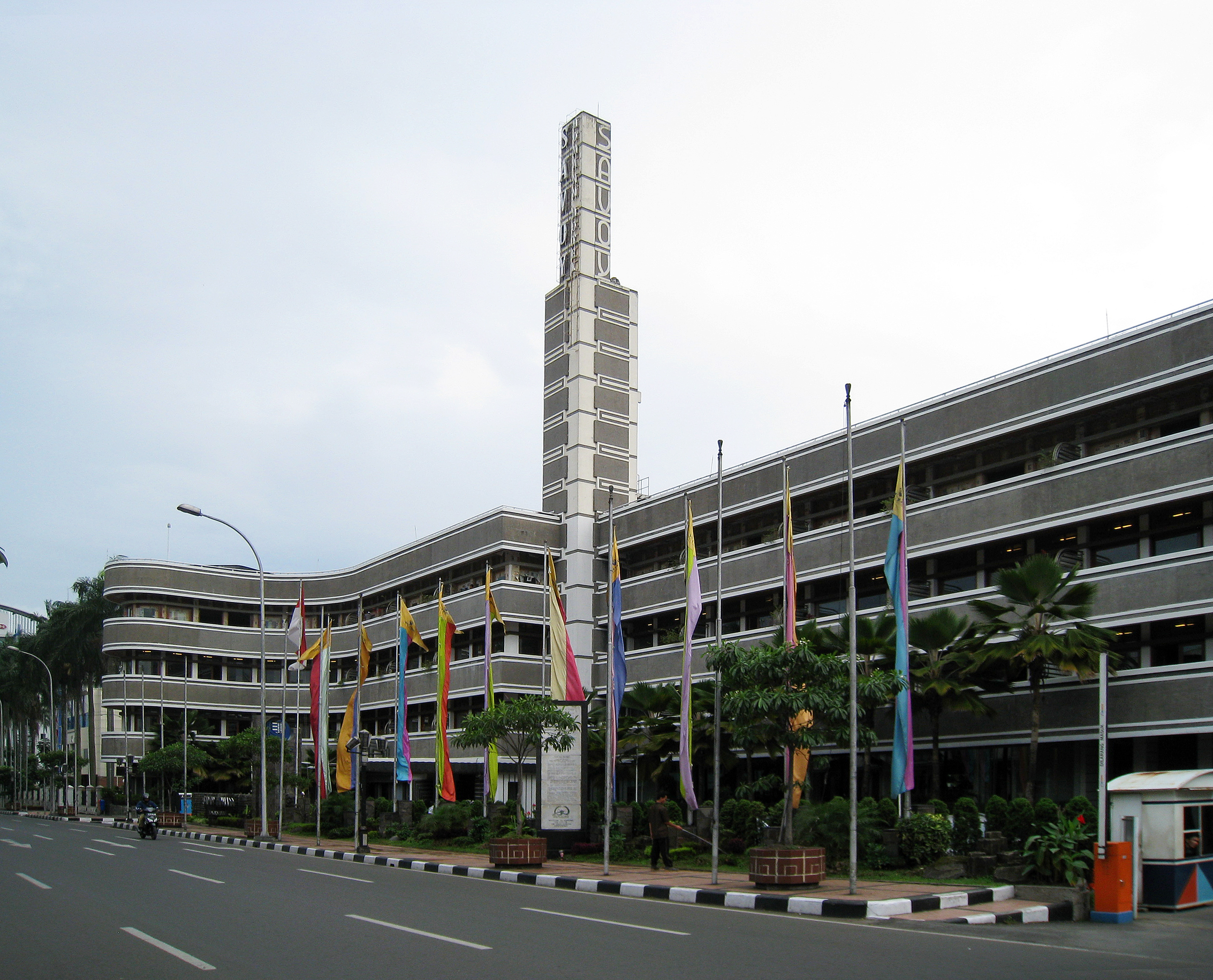
Savoy Homann

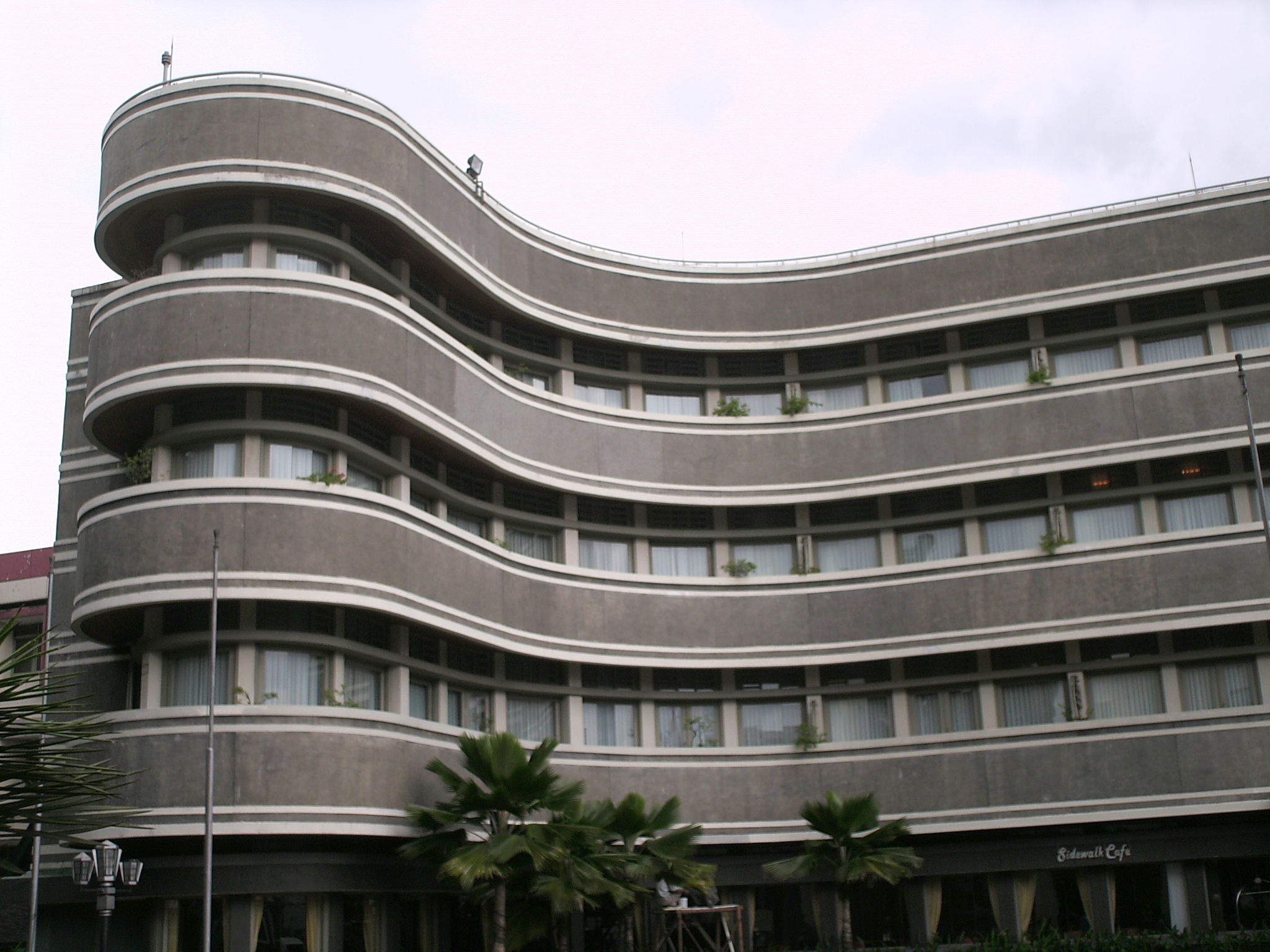
Hotel Savoy Homann

Hotel Savoy Homann is een viersterrenhotel in Bandung, Indonesië. Het hotel is gevestigd aan de Jalan Asia-Africa 112 (vroeger Grote Postweg) en is vanwege zijn architectuur en gasten beroemd in Indonesië.
Het huidige gebouw had een voorganger, Hotel Homann, van de gelijknamige familie die vooral bekend was wegens de goede rijsttafel van moeder Homann. In 1939 is het huidige gebouw neergezet naar een ontwerp van de architect Albert Aalbers in art-decostijl naar de lijnen van de oceaanstomers. Om zijn grootsheid te benadrukken heeft men het woord "Savoy" er toen aan toegevoegd. Het is in 1940 opgeleverd en zo gebleven tot in de jaren tachtig van die eeuw. Daarna zijn telkens kleine aanpassingen verricht (vergroten toegangshal, verplaatsen toiletgroep bij ingang, beglazing met klimaatregeling aan voorzijde). Het heeft een (ver van het verkeer liggende) binnentuin, waar men vroeger in de open lucht ontbeet, inmiddels is dit deel ook overdekt.
Het is na de onafhankelijkheid in handen gekomen van een Indonesische hotelgroep (en heet nu Savoy Homann Bidakara Hotel) maar iedereen noemt het nog steeds Homann.

## Trivia
- Het is gedurende de Japanse bezetting (1942-1945) als luxe-kazerne voor Japanse officieren gebruikt.
- Tijdens de Bandungconferentie in 1955 waren hier de belangrijkste gasten ondergebracht, zoals Soekarno, Hồ Chí Minh en Tito.
- Het boek "Bandoeng-Bandung" van de schrijver F. Springer uit 1994 speelt zich hier grotendeels af.
- De rijsttafels zijn nog steeds van dezelfde kwaliteit en de chef-kok treedt regelmatig op de Tong Tong Fair (voorheen de Pasar Malam Besar (grote nachtmarkt)) in Den Haag op.
- Het hotel heeft drie vleugels: de Tower Wing, Garden Wing en Millennium Wing. Het heeft in totaal 185 gastenkamers.